# Un autre journal
Un autre journal était une émission de mi-journée diffusée sur Canal+ de 1998 à 2001 et présentée par Philippe Gildas et Anne Depétrini.

## Principe
A chaque émission, un sujet concernant l'actualité ou un dossier de société est traité. Les animateurs reçoivent à chaque émission plusieurs invités, spécialistes dans le domaine traité afin de répondre aux questions sur le sujet.

## Historique
L'émission prend la relève de Tout va bien, présenté par Jérôme Bonaldi et qui n'a duré qu'une seule saison, faute d'avoir réussi à remplacer l'émission La Grande Famille, qui occupait cette case jusqu'en 1997. Elle marquait par ailleurs le retour de Philippe Gildas à la présentation d'une émission quotidienne sur Canal+.
Lors de sa dernière saison, l'émission devient Nulle part ailleurs midi, mais toujours animé avec la même équipe.